# ARM Huracán
INS Alija (hebr.) עליה – izraelski kuter rakietowy z końca XX wieku, pierwsza z dziesięciu jednostek typu Sa’ar 4,5. Okręt został zwodowany 11 lipca 1980 roku w stoczni Israel Shipyards w Hajfie, a do służby w Marynarce Wojennej Izraela wszedł w sierpniu 1980 roku. Jednostkę wycofano ze składu floty w 2004 roku i została sprzedana Meksykowi, gdzie służy w Armada de México pod nazwą ARM „Huracán” (stan na 2018 rok).

## Projekt i budowa
Kutry rakietowe typu Sa’ar 4,5 stanowiły powiększoną wersję jednostek typu Sa’ar 4. Nowe okręty były dłuższe w celu zabrania powiększonego zestawu uzbrojenia oraz wygospodarowania miejsca na hangar i lądowisko dla śmigłowca pokładowego.
Prototypowa „Alija” została zbudowana w stoczni Israel Shipyards w Hajfie. Okręt został zwodowany 11 lipca 1980 roku i ukończony w ciągu miesiąca.

## Dane taktyczno-techniczne

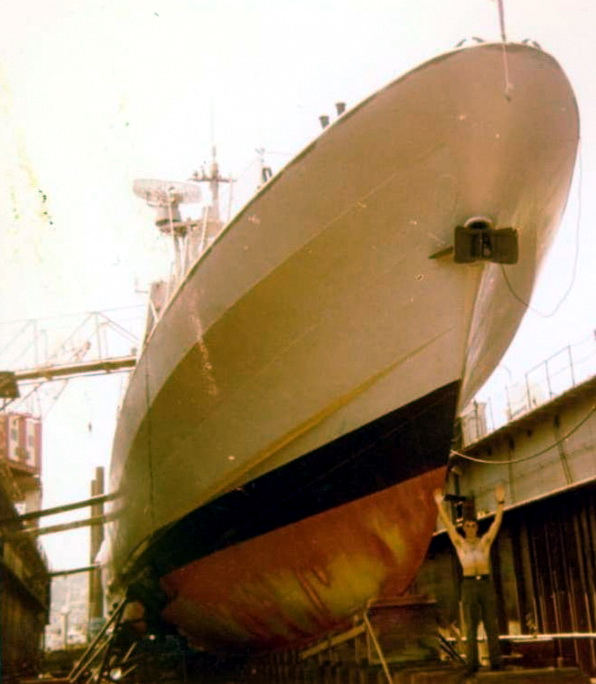
Wodowanie kutra „Alija” w lipcu 1980 r.

Okręt jest kutrem rakietowym o długości całkowitej 61,7 metra, szerokości 7,6 metra i zanurzeniu 2,5 metra. Jednostka ma gładkopokładowy kadłub, krótką nadbudówkę usytuowaną przed śródokręciem i wysoką wolną burtę. Wyporność pełna wynosi 498 ton. Siłownię okrętu stanowią cztery silniki wysokoprężne MTU 16V956 TB91 o łącznej mocy 15 000 KM, napędzające poprzez wały napędowe cztery śruby. Maksymalna prędkość jednostki wynosi 31 węzłów. Zasięg wynosi 3000 Mm przy prędkości 17 węzłów lub 1500 Mm przy 30 węzłach.
Główne uzbrojenie okrętu stanowiła początkowo czteroprowadnicowa wyrzutnia amerykańskich przeciwokrętowych pocisków rakietowych Harpoon, umieszczona bezpośrednio za nadbudówką. Pocisk rozwija prędkość 0,9 Ma, masa głowicy bojowej wynosi 227 kg, a maksymalny zasięg sięga 130 km. Za wyrzutnią rakiet Harpoon umieszczono cztery pojedyncze wyrzutnie izraelskich przeciwokrętowych pocisków rakietowych Gabriel Mark II. Pocisk rozwija prędkość 0,7 Ma, masa głowicy bojowej wynosi 75 kg, a maksymalny zasięg sięga 36 km. Broń małokalibrową stanowią dwa pojedyncze działka plot. Oerlikon kalibru 20 mm (o szybkostrzelności 900 strz./min i zasięgu 2000 m) i jedno podwójne lub poczwórne stanowisko wkm kal. 12,7 mm.
Wyposażenie radioelektroniczne obejmuje m.in. radar nawigacyjny Thomson-CSF TH-D 1040 Neptune, radar kontroli ognia Selenia Orion RTN-10X i system rozpoznawczy Elisra. Na pokładzie umieszczono też wyrzutnie pocisków zakłóceń pasywnych Elbit Deseaver. Na rufie jednostki znajduje się hangar i lądowisko dla pokładowego śmigłowca SA 366 G1 Dauphin lub Bell JetRanger.
Załoga okrętu składa się z 53 oficerów, podoficerów i marynarzy.

## Służba

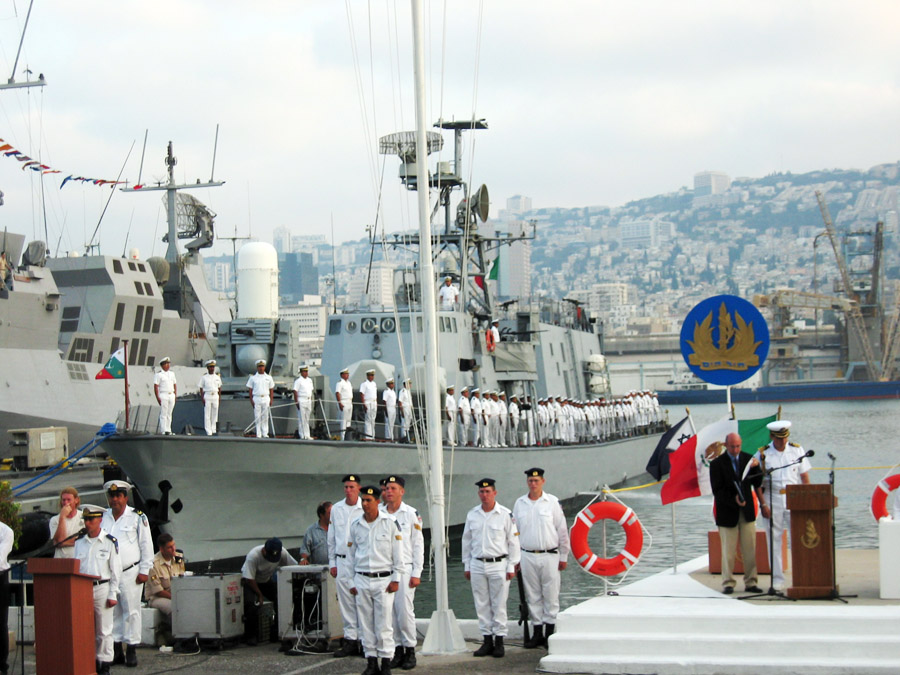
Przekazanie jednostki Marynarce Meksyku w 2004 r.

INS „Alija” została wcielona do służby w Marynarce Wojennej Izraela w sierpniu 1980 roku. W późniejszym czasie okręt (podobnie jak bliźniacze jednostki) otrzymał zainstalowany w części dziobowej 6-lufowy system artyleryjski obrony bezpośredniej Phalanx Mark 15 kal. 20 mm. Szybkostrzelność zestawu sięga 3000 strz./min, a zasięg 1500 m.
W 2004 roku jednostka została zakupiona przez Meksyk (wraz z bliźniaczym kutrem „Geula”), po czym wcielona do marynarki wojennej tego kraju 1 czerwca 2004 roku pod nazwą ARM „Huracán” . Kuter otrzymał numer burtowy 301. Z okrętu zdemontowano wyrzutnie rakiet Harpoon, zastępując je dodatkowymi wyrzutniami rakiet Gabriel.
Wraz z bliźniaczym kutrem „Tormenta”, „Huracán” bazował w Coatzacoalcos. Z uwagi na utratę sprawności systemów rakietowych i wyposażenia elektronicznego i decyzję o zaniechaniu remontu, przeklasyfikowano go następnie na przybrzeżny okręt patrolowy. Stacjonował następnie w Tampico w składzie 1. Flotylli. Okręt nadal służy w meksykańskiej flocie (stan na 2022 rok).